# Sora (人工智能模型)
Sora是一个能以文本描述生成视频的生成式人工智慧模型，由美国人工智能研究机构OpenAI开发。

## 背景
Sora这一名称源于日文“空”（ sora），即天空之意，以示其无限的创造潜力。其背后的技术是在OpenAI的文本到图像生成模型DALL-E基础上开发而成的。模型的训练数据既包含公开可用的视频，也包括了专为训练目的而获授权的版权视频，但OpenAI没有公开训练数据的具体数量与确切来源。
OpenAI于2024年2月15日向公众展示了由Sora生成的多个高清视频，称该模型能够生成长达一分钟的视频。同时，OpenAI也承认了该技术的一些缺点，包括在模拟复杂物理现象方面的困难。《麻省理工科技评论》的报道称演示视频令人印象深刻，但指出它们可能是经精心挑选的，并不一定能代表Sora生成视频的普遍水准。
由于担心Sora可能被滥用，OpenAI於2024年2月表示没有计划向公众发布该模型，而是给予小部分研究人员有限的访问权限，以理解模型的潜在危害。目前，Sora已制定嚴格的安全措施和道德規範，當中包括禁止生成與未滿 18 歲人士相關、暴力、露骨及侵犯版權或包含公眾人物的內容。Sora生成的视频带有C2PA元数据标签，以表示它们是由人工智能模型生成的。OpenAI还与一小群创意专业人士分享了Sora，以获取对其实用性的反馈。
2024年12月9日晚，OpenAI正式向ChatGPT Plus和ChatGPT Pro用戶公開發布Sora的試用版本，這些付費用戶可以開始使用Sora。